# Niederirsen
Niederirsen ist eine Ortsgemeinde im Landkreis Altenkirchen (Westerwald) in Rheinland-Pfalz. Sie gehört der Verbandsgemeinde Hamm (Sieg) an.

## Geographische Lage
Niederirsen ist die westlichste Ortsgemeinde der Verbandsgemeinde Hamm (Sieg). Sie grenzt unmittelbar an Nordrhein-Westfalen. Der Ortsteil Niederirsen liegt im Tal des Irsenbaches, der etwas größere Ortsteil Ückertseifen auf ca. 250 m ü. NN nordöstlich in Richtung Beulskopf.

## Geschichte
Seit dem Mittelalter zählten Niederirsen und Ückertseifen zur Grafschaft Sayn. Nach der Einführung der Reformation in der Grafschaft Sayn wurden die Einwohner lutherisch und später reformiert. Nach der Landesteilung der Grafschaft Sayn im 17. Jahrhundert gehörte Niederirsen zur Grafschaft Sayn-Hachenburg. Ückertseifen bildete innerhalb des Kirchspiels Hamm einen „Sende“ genannten eigenen Verwaltungsbezirk, zu dem auch Niederirsen gehörte.
Die Grafschaft Sayn-Hachenburg war 1799 auf dem Erbweg an das Fürstentum Nassau-Weilburg gefallen, das 1806 im Herzogtum Nassau aufging. Aufgrund der auf dem Wiener Kongress (1815) getroffenen Vereinbarungen wurde die Region an das Königreich Preußen abgetreten.
Unter der preußischen Verwaltung wurde Niederirsen der Bürgermeisterei Hamm im neu errichten Kreis Altenkirchen zugeordnet und gehörte zum Regierungsbezirk Koblenz in der preußischen Rheinprovinz.
Bevölkerungsentwicklung
Die Entwicklung der Einwohnerzahl der Gemeinde Niederirsen, die Werte von 1871 bis 1987 beruhen auf Volkszählungen:
| Jahr | Einwohner |
| 1815 | 61        |
| 1835 | 72        |
| 1871 | 107       |
| 1905 | 87        |
| 1939 | 79        |
| 1950 | 83        |

| Jahr | Einwohner |
| 1961 | 87        |
| 1970 | 93        |
| 1987 | 99        |
| 1997 | 111       |
| 2005 | 106       |
| 2023 | 93        |

## Politik

### Gemeinderat
Der Gemeinderat in Niederirsen besteht aus sechs Ratsmitgliedern, die bei der Kommunalwahl am 9. Juni 2024 in einer Mehrheitswahl gewählt wurden, und dem ehrenamtlichen Ortsbürgermeister als Vorsitzendem.

### Bürgermeister
Ortsbürgermeister von Niederirsen ist Andreas Knipp. Da für die Direktwahlen am 26. Mai 2019 und 9. Juni 2024 jeweils kein Wahlvorschlag eingereicht wurde, oblag die Neuwahl des Bürgermeisters gemäß rheinland-pfälzischer Gemeindeordnung den neu gewählten Räten. Diese bestätigten auf ihren konstituierenden Sitzungen am 20. Juni 2019 und 10. Juli 2024 jeweils einstimmig den bisherigen Ortsbürgermeister Knipp für weitere fünf Jahre in seinem Amt.

## Wappen
Am 29. November 2007 stimmte der Gemeinderat der Einführung des Wappens zu. Ein Entwurf von Rolf-Dieter Rötzel war Grundlage für das 2009 vom Landeshauptarchiv Koblenz begutachtete und von der Kreisverwaltung Altenkirchen genehmigte Wappen. Es wird durch eine schräglinke blau-silberne Wellenleiste in zwei Felder eingeteilt. Mit der Wellenleiste wird das die Ortsgemeinde Niederirsen prägende Gewässer Irserbach dargestellt. Im oberen Wappenfeld erscheint das Wappentier der früheren Grafschaft Sayn als links-gewendeter, blaugezungter und blaubewehrter goldener leopardierter Löwe auf rotem Grund, der ein Mühlenrad hält und damit den Bezug zur ehemaligen Mühle am Irsenbach herstellt. Im unteren Wappenfeld bis in Höhe der Wellenleiste sind zwei Tannen und eine Garbe eingelassen. Die Tannen symbolisieren die beiden zur Ortsgemeinde Niederirsen gehörenden Ortschaften Niederirsen und Ückertseifen sowie die vorhandenen Waldungen, die Garbe die Landwirtschaft.